# Ascheloch
Das Ascheloch (auch: Ascherloch; Kürzel: C0AF2328) ist eine Muschelkalkhöhle bei Mittelstreu einem Ortsteil der unterfränkischen Gemeinde Oberstreu im Landkreis Rhön-Grabfeld in Bayern.

## Beschreibung

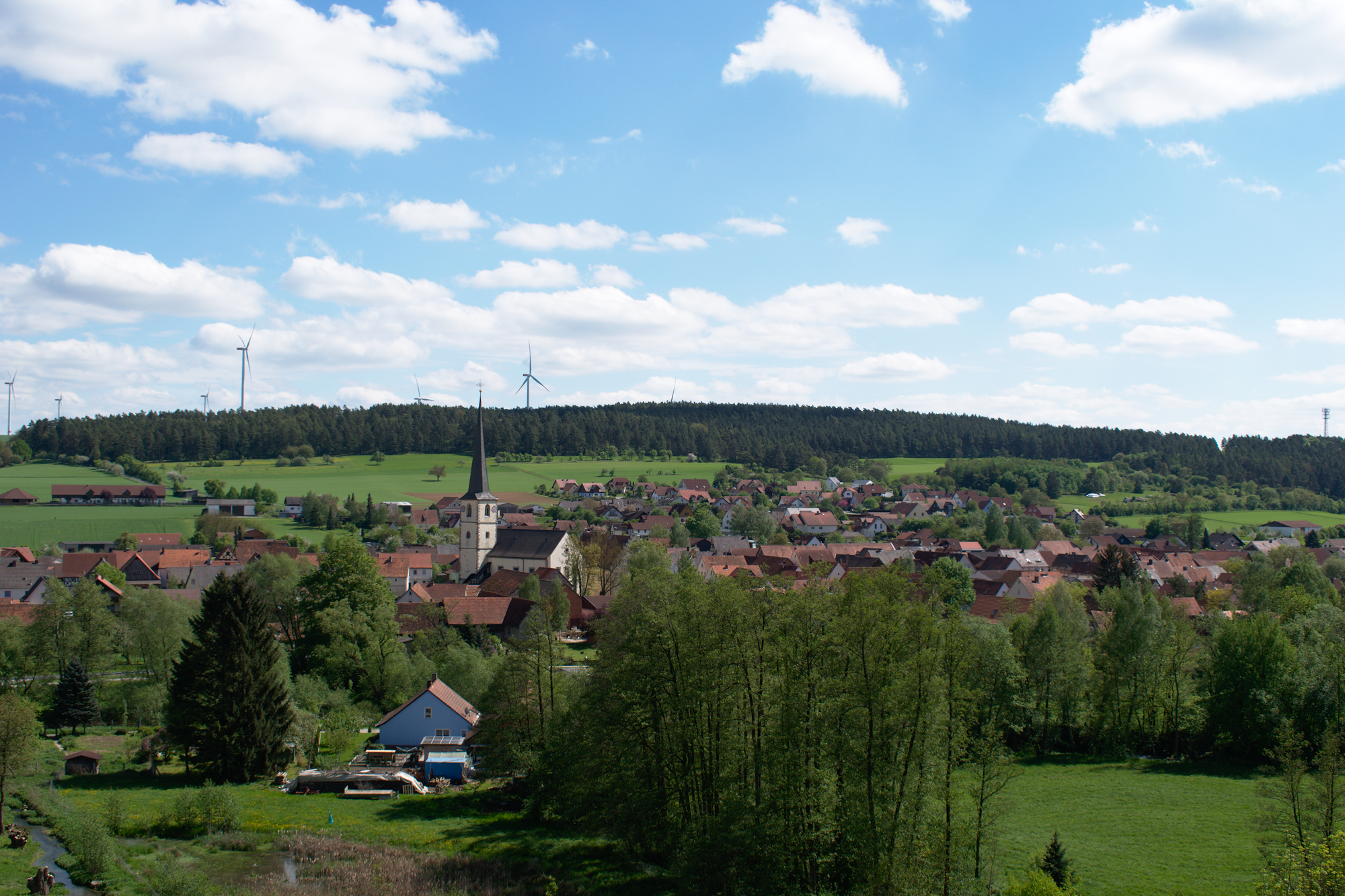
Ein Blick über den Ort Mittelstreu

Sie liegt am Steilhang des Eiersbergs nahe Mittelstreu, einem Ortsteil von Oberstreu in Unterfranken. Von ihr aus hat man einen „schönen Blick auf das Dorf“. Hinter ihr liegt der ehemalige Truppenübungsplatz der Garnison Mellrichstadt. Die Naturhöhle aus Muschelkalk liegt auf 280 Metern Höhe.
Sie selbst ist ein Spalt im Kalkstein und verengt sich nach 5–10 Metern so stark, dass man kaum noch durchkommt. Nur kriechend kommt man etwas weiter. Die Höhle verzweigt sich nach gut 15 Meter Y-förmig in zwei ebenfalls etwa 15 Meter lange Äste. Insgesamt hat die Höhle eine Länge von 44 m, wenn man die 2 Abschnitte addiert.
Die Höhle befindet sich zwischen zwei anderen Öffnungen, die jedoch nicht in die Tiefe des Berges führen.

## Phänomen
Ein interessantes Phänomen ist, dass die Höhle die Geräusche der Züge der unten entlang führenden Bahnstrecke Schweinfurt–Meiningen verstärkt („Brüllen der Höhle“). Dies stellte Hermann Happel fest, der schon durch die „Entdeckung und Erforschung der Frauenhöhle bekannt wurde“. Weiter maß er die Höhle aus und skizzierte sie; die Zeichnungen sind auf Rhönline zu finden.

## Höhlen in der Gegend
- Teufelskeller
- Frauenhöhle